# ویدوواچا
ویدوواچا (به صربی: Vidovača) یک منطقهٔ مسکونی در صربستان است که در پروکوپلیه واقع شده‌است. ویدوواچا ۳۲ نفر جمعیت دارد.